# Weyburn
Weyburn är en ort i Kanada.   Den ligger i provinsen Saskatchewan, i den sydöstra delen av landet, 2 200 km väster om huvudstaden Ottawa. Weyburn ligger 568 meter över havet och antalet invånare är 9 362.
Terrängen runt Weyburn är mycket platt. Runt Weyburn är det tätbefolkat, med 308 invånare per kvadratkilometer.. Det finns inga andra samhällen i närheten.
Trakten runt Weyburn består till största delen av jordbruksmark.